# Mount Isa
Mount Isa es un pueblo minero que queda a 800 km al oeste de Townsville en Queensland (Australia). Mount Isa tiene muchos recursos naturales importantes  alrededor de la ciudad. 
En 2006 tenía una población de aproximadamente 23 000 personas en la ciudad y 31 000 en el área metropolitana, la mayoría de las cuales son empleados por las mineras.

## Celebridades
- Patrick Rafter, extenista profesional.

## Historia

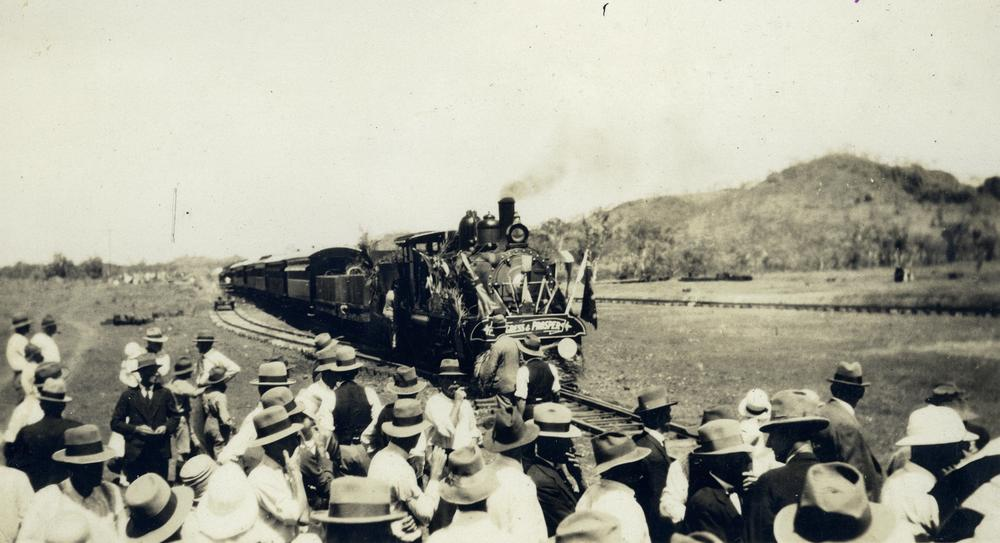
Llegada del ferrocarril a Mount Isa, 1929

La tierra alrededor de la actual ciudad de Mount Isa estuvo habitada por la tribu aborigen de los kalkadoon. 
Cuando los colonizadores comenzaron a llegar a la zona, fueron empujándolos a tierras más lejanas y los vencieron en la batalla de la Colina en 1878.
En 1923 se descubrieron importantes yacimientos de cobre, plata y cinc. El ferrocarril llegó a Mount Isa en 1929.